# Lepanthes parvula
Lepanthes parvula är en orkidéart som beskrevs av Robert Louis Dressler. Lepanthes parvula ingår i släktet Lepanthes och familjen orkidéer. Inga underarter finns listade i Catalogue of Life.